# Oliarces
Oliarces es un género de insecto neuróptero en la familia Ithonidae. Al menos una especie ha sido descripta de Oliarces, O. clara.